# Sędziwoj z Czechła
Sędziwoj z Czechła znany też jako: Czechel, Sandek, Sandko, (Sandco Budconis sancti Georgii Gneznensis Diocesis Prepositus?), Sędziwój, Butconis de Czechel, (ur. ok. 1410 w Czechle, zm. 1476) – polski humanista, historiograf, kanonik, jeden z informatorów Jana Długosza.

## Życiorys
Pochodził z Czechła w Wielkopolsce, był synem Budkona. Od 1423 roku studiował na Akademii Krakowskiej, gdzie w 1428 został magistrem nauk wyzwolonych, a następnie wykładowcą. W latach 1432–1441 przebywał jako kanonik w Gnieźnie, gdzie prowadził ożywioną działalność polityczną i kościelną. W 1438 uczestniczył w soborze w Ferrarze. Przynajmniej przez 4 lata (1441-1444) studiował teologię w Paryżu, odwiedzał także Troyes i Tours. Uzyskawszy bakalaureat teologii wykładał ten przedmiot w kolegium nawarskim. Do kraju wrócił po roku 1445 i został wikariuszem arcybiskupstwa gnieźnieńskiego. Poza wiedzą teologiczną posiadał znajomość dzieł klasycznych i humanistycznych oraz zamiłowania historyczne. Jako duchowny odznaczał się wysoką etyką, był zdecydowanym koncyliarystą (w drodze do Paryża, wiosną 1441, zawitał do Bazylei). Był zwolennikiem politycznej niezależności Kościoła: kilkakrotnie (1450, 1453, 1460-1463) występował przeciw poczynaniom króla Kazimierza Jagiellończyka. Jednocześnie bronił interesów Polski i króla przeciw Zakonowi Krzyżackiemu na sejmie w Brześciu (1463) przed legatem Hieronimem. Twierdził, iż Krzyżacy nigdy prawem ziem pruskich nie byli posiedzicielami, ale najeźdźcami i przywłaszczycielami. W roku 1458 wstąpił do zakonu kanoników regularnych i osiadł w klasztorze w Kłodawie, gdzie poświęcił się także pracy literackiej. Czasami miewał jeszcze w Akademii Krakowskiej wykłady poświęcone życiu zakonnemu. Przyjaźnił się i współpracował z Janem Długoszem.

## Twórczość
Liczne materiały historiograficzne zebrał w Kodeksie Sędziwoja (obecnie w Bibliotece Czartoryskich w Krakowie).
- Zarys wykładów z 1430, rękopis Biblioteki Jagiellońskiej nr 1929
- inne pisma Sędziwoja zaginęły

### Listy i materiały
- List do J. Długosza, Kłodawa, 1 września 1466, ogł. w J. Długosz Opera Omnia, t. 1, Kraków 1867, s. 172-177
- Do biskupa krakowskiego Jana Lutka z Brzezia, 1469, fragm. ogł. M. Wiszniewski Historia literatury polskiej, t. 5, Kraków 1843, s. 29-30, rękopis Biblioteka Jagiellońska nr 2367
- Do J. Długosza, Kłodawa, 25 czerwca 1472, wyd. J. Szujski Codex Epistolaris Saeculi XV, t. 1, cz. 2 (1876), Monumenta Medii Aevi Historica, t. 2
- Listy, rękopis Biblioteka Czartoryskich nr 1310